# تمرد يونيو
تمرد يونيو، أو انتقاضة باريس 1832 (بالفرنسية: Insurrection républicaine à Paris en juin 1832) كان تمرد ضد الملكية قام به الجمهوررين الباريسيين استمر من من 5 يونيو إلى 6 يونيو 1832.
التمرد نشأ كمحاولة من الجمهوريين لإلغاء إنشاء ملكية يوليو تحت حكم لويس فيليب، بعد قترة وجيزة من وفاة مؤيد الملك، رئيس مجلس الوزراء، كازيمير بيير برير في 16 مايو 1832. كان هذا التمرد آخر ما يتم ربطة بثورة يوليو.
وصف فيكتور هوجو التمرد في روايته البؤساء.